# Pontigné
Pontigné é uma ex-comuna francesa na região administrativa da Pays de la Loire, no departamento de Maine-et-Loire. Estendeu-se por uma área de 24,17 km². Em 2010 a comuna tinha 257 habitantes (densidade: 10,6 hab./km²).
Em 1 de janeiro de 2013 foi fundida com as comunas de Baugé, Montpollin, Saint-Martin-d'Arcé e Le Vieil-Baugé para a criação da nova comuna de Baugé-en-Anjou.